# Uomo di Altamura
L'Uomo di Altamura è uno scheletro di Homo neanderthalensis scoperto il 7 ottobre 1993 nella grotta di Lamalunga, nei pressi di Altamura, ed è datato tra i 128.000 e i 187.000 anni fa.

## Scoperta

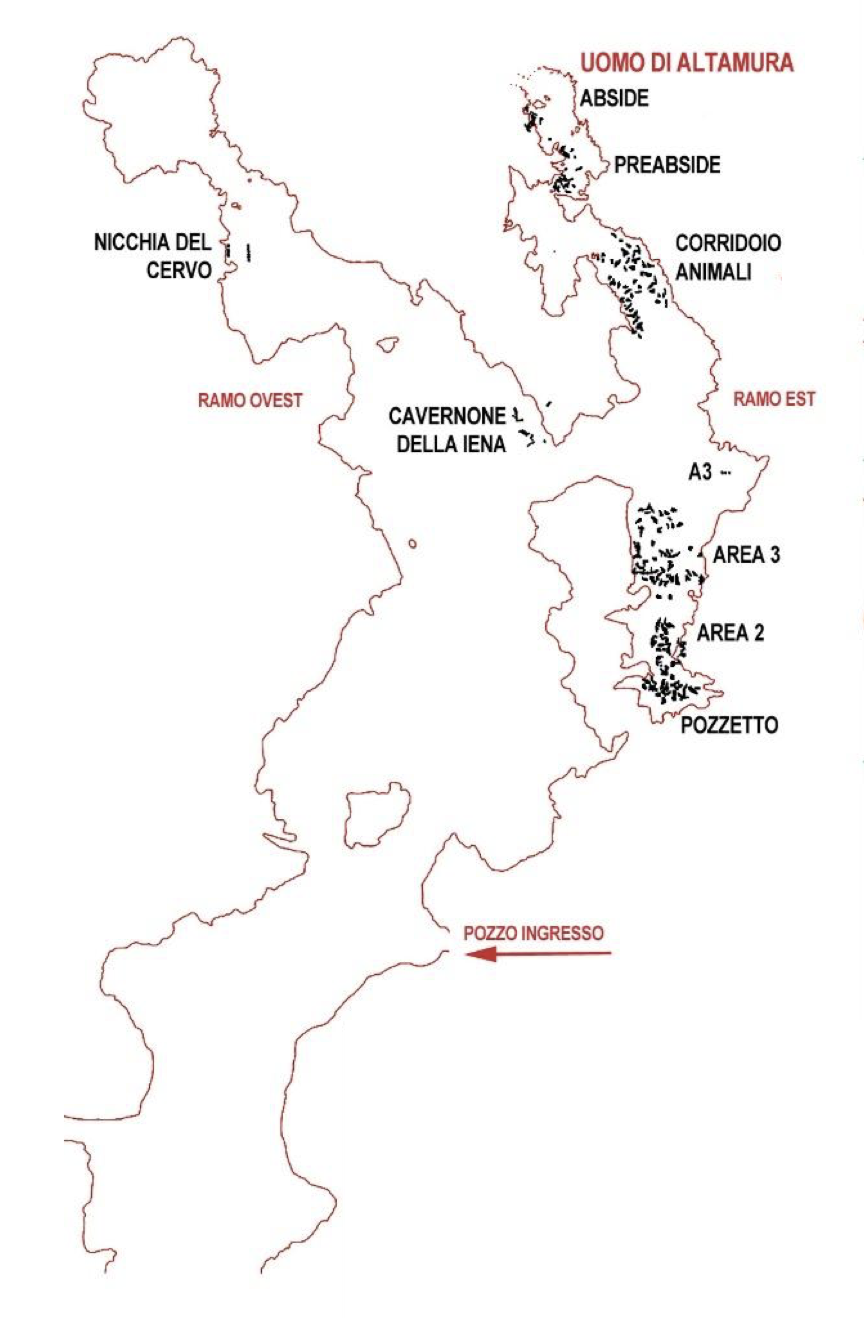
Planimetria della grotta di Lamalunga

L'Uomo di Altamura fu scoperto il 7 ottobre 1993 all'interno della grotta di Lamalunga, da Lorenzo Di Liso, Marco Milillo e Walter Scaramuzzi, soci del Club Alpino Italiano di Bari, invitati nella grotta dal Centro Altamurano Ricerche Speleologiche (CARS), cui si attribuisce la scoperta e l'esplorazione della grotta.
La grotta era già stata scoperta nel 1989 e resa accessibile anche mediante alcuni interventi di allargamento a partire dal 1991. La mattina del 7 ottobre 1993, sette speleologi del CARS scesero nuovamente nella grotta e furono raggiunti, a metà mattinata, dai soci del Gruppo Speleologico Vespertilio C.A.I. di Bari, Walter Scaramuzzi, Lorenzo di Liso e Marco Milillo, scesi per effettuare alcune riprese. Durante tali operazioni Lorenzo di Liso, seguito dagli altri due soci C.A.I., intraprese un difficile percorso in uno dei due cunicoli della diramazione est, caratterizzato da molti resti faunistici, in fondo al quale, in quella che è stata poi soprannominata abside, scoprì il giacimento osseo con un cranio chiaramente attribuibile a una forma umana.
Le immagini realizzate quella mattina furono visionate nella tarda serata del 7 ottobre nella sede del C.A.R.S., dove furono invitati anche tre antropologi dell'Università di Bari, tra i quali Eligio Vacca. Essendosi resi conto della potenziale straordinarietà della scoperta, la mattina successiva, dopo aver avvisato la Soprintendenza Archeologica della Puglia, il gruppo di speleologi accompagnò Eligio Vacca nella grotta per permettergli una visione diretta e quindi un'analisi più accurata dei resti; di quella discesa rimane un video nel quale Vacca descrisse le ossa che riuscì a riconoscere, confermando l'eccezionalità della scoperta.

## Morfologia e datazione
Si tratta di un esemplare umano adulto di 160-165 centimetri,
intrappolato nella grotta di Lamalunga in Altamura, rimasto inglobato nelle stalattiti e stalagmiti che gli sono cresciute intorno e che lo hanno conservato intatto.
L'equipe guidata da Vittorio Pesce Delfino dell'Università di Bari avanzò, subito dopo la scoperta, la prima proposta di collocazione filetica e la prima stima, su basi esclusivamente morfologiche, del reperto; considerandolo una forma di pre-neandertaliano. Secondo questa ipotesi l'Uomo di Altamura doveva collocarsi antecedentemente alle forme più antiche di Neanderthal classici e successivamente alle fasi corrispondenti ad Homo erectus.
Di conseguenza la stima della datazione prevedeva un intervallo tra 400.000 e 100.000 anni fa, con valori più probabili intorno a 150-250.000 anni fa. Questi primi studi, condotti preservando il reperto nel suo sito di ritrovamento, evitando in modo assoluto la rimozione di frammenti ossei o di connesse concrezioni calcaree, hanno permesso di riconoscere con certezza i tipici caratteri neanderthaliani (morfologia delle orbite e degli ispessimenti ossei sopraorbitari, assenza di fossa canina e presenza di uno spigolo ben evidente sull'osso mascellare, ispessimento dell'osso occipitale, caratteristica della apofisi mastoide, esistenza di uno spazio retromolare e andamento del margine superiore della branca ascendente della mandibola). Alcune caratteristiche del reperto associano caratteri che tipicamente ricorrono in Homo sapiens, tra i quali, in particolare, la convessità della squama dell'osso occipitale.
Gli ultimi studi, eseguiti viceversa analizzando in laboratorio reperti di facile rimozione, hanno indicato una datazione meno incerta ma non in contraddizione con la prima stima del Prof Vittorio Pesce Delfino; le analisi sugli strati di calcite depositatisi attorno al reperto, effettuate nel 2015 da un team guidato da Giorgio Manzi, hanno determinato con certezza che lo scheletro, riferibile a un Neanderthal, risale a un periodo fra i 128.000 e i 187.000 anni fa.
L'interesse dei media verso il reperto paleoantropologico Uomo di Altamura deriva da numerosi fattori quali la spettacolarità naturalistica dell'intero complesso rappresentato dalle ossa nell'ambiente carsico che le ha concrezionate, saldandole le une alle altre e rendendole assolutamente fisse, la completezza dello scheletro, e le caratteristiche morfologiche richiamate.

## Rilevanza del ritrovamento
La conoscenza dei Neanderthal europei, formatasi soprattutto tra la prima metà del secolo XIX e l'inizio del XX, derivava da reperti invero numerosi ma frammentari; costringendo gli antropologi ad uno sforzo non facile per individuare le caratteristiche e le compatibilità delle parti mancanti e ritardando fino al 1864 il riconoscimento scientifico della nuova specie. Successivamente furono individuati reperti scheletrici quasi completi che permettono di spostare l'esame delle compatibilità morfologiche, da un problema di mera limitata consistenza degli altri reperti, ad un problema di interpretazione morfo-funzionale ed evoluzionistica.
Tuttavia il reperto di Lamalunga ha posto problemi di metodologia di studio e di osservazione a causa della presunta impossibilità della sua rimozione con procedure che possano garantire il recupero senza danni dell'intero scheletro; a questo scopo venne realizzato, inizialmente, il progetto “Sarastro” trasformando la grotta in “museo da campo”, con telecamere permettenti sia la visione che lo studio scientifico da remoto, lasciando il reperto totalmente indisturbato nel suo sito di ritrovamento. 
Fallito questo approccio metodologico a causa dei danni che l'attrezzatura stava procurando ai reperti gli studiosi si stanno orientando verso soluzioni alternative.

## Studi recenti
I ricercatori dell'Università di Bari hanno effettuato riprese con scansione laser del reperto, tuttora conservato nella grotta di Lamalunga, ottenendo quindi mappe numeriche che permettono di effettuare valutazioni sia di carattere dimensionale che morfologiche, utilizzando modelli matematici e procedure anche in grado di ottenere la riproduzione di copie fisiche del giacimento. Contemporaneamente sono state effettuate riprese video tridimensionali. I risultati sono stati presentati al Convegno di Bonn in 150 years of Neanderthal discoveries: Early Europeans Continuity and Discontinuity dove è stato registrato grande interesse, con specifiche richieste di successive interazioni sull'argomento, da parte dell’UNESCO, del Wenner-Gren Foundation for Anthropological Research di New York, dell’American Museum of Natural History di New York, del The Abdus Salam – International Centre for Theore tical Physics di Trieste.
Un altro studio, che include questo reperto è del marzo 2009, di Fiorenzo Facchini, Maria Giovanna Belcastro è La lunga storia di Neandertal: biologia e comportamento.
L'ipotesi di consentire la rimozione di parte dello scheletro dell'Uomo di Altamura veniva decisa nel corso del 2008 dalla Direzione regionale per i beni culturali e paesaggistici della Puglia e dalla Soprintendenza dei beni archeologici della Puglia, modificando sostanzialmente la precedente politica di totale restrizione. Nel maggio 2009 Mario Micheli otteneva il permesso di intervenire sull'omero e su altri reperti di facile accesso. Il prelievo venne effettuato con l'aiuto degli speleologi del CARS di Altamura. Le ricerche sui reperti rimossi furono effettuate da un'équipe composta da Giorgio Manzi, Mario Micheli, Fabio di Vincenzo, David Caramelli, Marcello Piperno e documentate in uno studio effettuato su un campione di scapola (apofisi scapolare). Lo studio in questione, oltre che raccogliere una serie di dati scientifici, ha studiato la possibilità di esposizione al pubblico dei reperti e una loro eventuale ricollocazione in loco. Tra le varie conclusioni gli studiosi hanno accertato che la scoperta si collocava nella variabilità genetica dei 'Neanderthal' del Sud Europa, senza peraltro azzardare una datazione precisa.
I primi risultati di un certo rilievo sono arrivati dall'analisi del DNA mitocondriale. Sull'Uomo di Altamura è stato condotto uno studio su una sequenza parziale di DNA antico. Le conclusioni di questo studio, secondo David Caramelli, "sono compatibili con le attuali ricerche paleoantropologiche e dimostrano come le popolazioni Neandertaliane potessero essere suddivise in almeno tre gruppi secondo la loro distribuzione geografica: Europa occidentale, Europa Meridionale ed Asia occidentale". L'Uomo di Altamura si colloca nella "variabilità genetica dell'Europa meridionale" con le sequenze del dna simili ad altri reperti trovati in Spagna (El Sidron) e in Croazia.
Un successivo studio effettuato nel 2015 da un team guidato da Giorgio Manzi ha esaminato un frammento di osso della spalla tramite datazione uranio-torio sugli strati di calcite attorno al reperto, e ciò ha fornito una datazione certa dello scheletro fra i 128.000 e i 187.000 anni dal presente. Lo studio è stata ripreso anche dalla rivista Nature.
Studi cronologici su una ventina di resti faunistici della grotta di Lamalunga effettuati con il metodo del Th-230/U-234 da Maria Elisabetta Branca e Mario Voltaggio dell'IGAG-CNR di Roma e pubblicati nel volume 2/2010 Dire in Puglia a cura del MIBAC, hanno messo in evidenza come tutti i resti faunistici analizzati rinvenuti nella grotta di Lamalunga, nelle sale adiacenti a quella dove si trova l'Uomo di Altamura, presentino un'età di deposizione tra 45.000 e 17.000 anni dal presente, con un massimo di frequenza tra i 45.000 e i 30.000 anni dal presente. L'età di deposizione è stata desunta dall'età di concrezionamento della calcite rispettivamente sottostante e sovrastante i resti ossei. Nella sala dell'Uomo (antiabside dell'Uomo) purtroppo non è stata osservata alcuna concrezione sottostante o relazionata con l'Uomo stesso all'infuori dei concrezionamenti sovrastanti lo scheletro e presenti soprattutto nella zona del cranio, che tuttavia non sono stati analizzati per non alterare il reperto. È stato tuttavia datato l'inizio di concrezionamento degli speleotemi della sala dell'Uomo, attorno a 170.000 (studio eseguito su una stalattite caduta) e il termine dello stesso che si verificò 17.000 anni dal presente (età della calcite cavoliforme che ricopre uniformemente tutti gli speleotemi della sala dell'Uomo e le arcate sopraccigliari dell'uomo stesso).
L'unico resto faunistico analizzato nella sala dell'uomo si è depositato prima di 36.000 anni fa (età di una concrezione sovrastante una vertebra di daino).
Sono state ricostruite le sembianze probabili dell'uomo di Altamura.

## Nuove ipotesi di intervento
Dopo il fallimento del progetto "SARASTRO" (Sistema teleoperAto integrato di teleosservazione e Telemetria per la Fruizione scientifica e culturale dell'Uomo Arcaico) , rimosso su disposizione della Direzione Regionale BCPP nel 2009, è in corso un dibattito sulla opportunità della rimozione del cranio del fossile che vede tuttora divisi i vari soggetti coinvolti nella decisione.
Nel novembre del 2010 è stato pubblicato un dettagliato progetto denominato AltaCRANIUM, in relazione alla ipotesi di rimozione del cranio dell'Uomo di Altamura, completo di documentazione e proposta operativa. Secondo il relativo studio di fattibilità, elaborato dopo accurati sopralluoghi, si evidenzierebbe come il cranio e anche la mandibola siano tra i resti meno inglobati nelle concrezioni calcaree, liberi da aderenze con la matrice stalattitica. La rimozione temporanea dei reperti indicati, effettuata con tecniche di chirurgia laparoscopica, appare ai redattori del progetto perfettamente possibile ed estremamente produttiva dal punto di vista scientifico.